# Albino Alligator
Albino Alligator är en amerikansk långfilm från 1996 i regi av Kevin Spacey, med Matt Dillon, Faye Dunaway, Gary Sinise och William Fichtner i rollerna.

## Handling
Bröderna Dova (Matt Dillon) och Milo (Gary Sinise) är två småbrottslingar. De och deras partner Law (William Fichtner) misslyckas med ett rån i New Orleans; en polis och två andra skjuts ihjäl. Rånarna flyr till en lokal bar och tar alla i baren som gisslan. Law är den lösa kanonen som vill skjuta alla som försöker stoppa dem, medan Dova är ledaren som försöker hålla situationen lugn. Milo är svårt sårad.
Federala agenter under ledning av Browning (Joe Mantegna) omringar lokalen och nu måste rånarna bestämma sig vad de vill göra med dom och med den gisslan de har i baren.

## Rollista
| Matt Dillon      | – Dova                       |
| Faye Dunaway     | – Janet Boudreaux            |
| Gary Sinise      | – Milo                       |
| William Fichtner | – Law                        |
| Viggo Mortensen  | – Guy Foucard                |
| John Spencer     | – Jack                       |
| Skeet Ulrich     | – Danny Boudreaux            |
| Frankie Faison   | – Agent Marv Rose            |
| Melinda McGraw   | – Jenny Ferguson             |
| M. Emmet Walsh   | – Dino                       |
| Joe Mantegna     | – A.T.F. Agent G.D. Browning |